# Los Sitios
Los Sitios är en ort i Mexiko.   Den ligger i kommunen Guadalupe och delstaten Nuevo León, i den centrala delen av landet, 700 km norr om huvudstaden Mexico City. Los Sitios ligger 426 meter över havet och antalet invånare är 104.
Terrängen runt Los Sitios är varierad. Runt Los Sitios är det tätbefolkat, med 511 invånare per kvadratkilometer. Närmaste större samhälle är Monterrey, 15,8 km väster om Los Sitios. Runt Los Sitios är det i huvudsak tätbebyggt.